# امپرسیونیسم (ادبیات)
امپرسیونیسم (به انگلیسی: Impressionism) در ادبیات، متأثر از جنبش هنری امپرسیونیسم اروپایی است. بسیاری از نویسندگان آن، سبکی را بنا نهادند که بر تداعی‌ها متکی بود. تاختیگرهای هلندی که گروهی تأثیرگذار از نویسندگان هلندی بودند و رویکرد جدیدی در ادبیات هلندی قرن نوزدهم ایجاد کردند، به صراحت سعی کردند امپرسیونیسم را در نثر، اشعار و دیگر آثار ادبی خود بگنجانند. بسیاری از آنچه که ادبیات «امپرسیونیستی» نامیده می‌شود، در چندین دسته دیگر، به ویژه نمادگرایی، قرار می‌گیرد، که شارحان اصلی آن بودلر، مالارمه، رمبو، ورلن و لافورگ، و نهضت ایماژیسم هستند. امپرسیونیسم ادبی بر درک یک شخصیت خاص از رویدادها تمرکز دارد. لبه‌های واقعیت با انتخاب دیدگاه‌هایی که خارج از هنجار قرار دارند، محو می‌شوند.
می‌توان ادبیات امپرسیونیستی را این‌گونه تعریف کرد که نویسنده به‌جای تلاش برای تفسیر داستان، توجه خود را بر زندگی ذهنی شخصیت مانند تأثیرات، احساسات، هیجانات و عواطف شخصیت متمرکز می‌کند. نویسندگانی مانند ویرجینیا وولف (خانم دالووی) و جوزف کنراد (دل تاریکی و مرداب) از مهم‌ترین خالقان این سبک هستند. گفته می‌شود این رمان‌ها بهترین نمونه‌های امپرسیونیسم هستند، که به‌راحتی قابل درک نیست.
امپرسیونیسم ادبی برای توصیف یک اثر ادبی به‌کار می‌رود که مشخصه آن انتخاب جزئیات برای انتقال تأثیرات حسی به‌جامانده از یک حادثه یا صحنه است. این سبک نوشتن زمانی اتفاق می‌افتد که شخصیت‌ها، صحنه‌ها یا کنش‌ها از دیدگاه ذهنی واقع‌گرایانه به تصویر کشیده شوند.